# Strafsache Thelma Jordon
Strafsache Thelma Jordon (Originaltitel: The File on Thelma Jordon) ist ein in Schwarzweiß gedrehter US-amerikanischer Film noir von Robert Siodmak aus dem Jahr 1950.

## Handlung
Cleve Marshall ist Assistent beim Bezirksstaatsanwalt Miles Scott. Er ist verheiratet mit Pamela Blackwell, die aus vornehmem Hause stammt. Doch Cleve ist unglücklich. Er fühlt sich von seinem erhabenen Schwiegervater unterdrückt und in seiner Ehe eingeengt. Cleve beginnt zu trinken. Eines Abends sitzt er allein im Büro des Staatsanwaltes, als Thelma Jordan hereinkommt, die einen Einbruch melden möchte. Cleve ist betrunken und von der interessanten Frau beeindruckt. Sie verbringen den Abend miteinander und Cleve verliebt sich. Er beginnt eine Beziehung mit Thelma Jordan.
Doch etwas stimmt mit Thelma Jordan nicht. Sie ist vorsichtig, manchmal ängstlich und gesteht Cleve, dass sie genau wie er verheiratet ist. Mit einem gewissen Tony Laredo, der jedoch verschwunden ist. Eines Abends wacht Thelmas reiche Tante Vera von einem Geräusch auf, sie steht auf, nimmt eine Pistole und verschwindet in einem Nebenraum. Ein Schuss fällt. Cleve wartet wie jeden Abend in seinem Büro auf Thelma und ruft sie an. Sie erzählt ihm, es sei etwas schreckliches passiert und er solle zu ihr kommen. Tante Vera wurde erschossen. Thelma erzählt Cleve, dass sie in Panik alle Fingerabdrücke beseitigt und den Safe überprüft habe und der Schmuck gestohlen wurde. Sie habe Tony Laredo in Verdacht. Cleve sieht, dass aufgrund fehlender Spuren Thelma in Verdacht geraten könne und hilft ihr. Seine Liebe zu dieser mysteriösen Frau ist mittlerweile so groß, dass er nicht erkennt, wie er von ihr benutzt wird. Seine Hilfe ruiniert seine Karriere und sein Leben. Thelma wird des Raubmordes angeklagt. Cleve verliert den Prozess absichtlich.

## Hintergrund
Strafsache Thelma Jordon startete am 18. Januar 1950 in den amerikanischen und am 25. März 1952 in den deutschen Kinos.

## Kritiken
„Spannendes Kriminaldrama mit bestechender Kameraführung und einer Hauptdarstellerin, die alle Register zieht.“